# Tangojo
Tangojo är en ort i Mexiko.   Den ligger i kommunen Aquismón och delstaten San Luis Potosí, i den centrala delen av landet, 230 km norr om huvudstaden Mexico City. Tangojo ligger 905 meter över havet och antalet invånare är 104.
Terrängen runt Tangojo är kuperad norrut, men söderut är den bergig. Runt Tangojo är det ganska tätbefolkat, med 90 invånare per kvadratkilometer. Närmaste större samhälle är Xilitla, 15,9 km sydost om Tangojo. I omgivningarna runt Tangojo växer i huvudsak städsegrön lövskog.